# Вистан (компания)
ОАО «ВИСТАН» (акроним от Витебский станкостроительный завод) — предприятие по производству круглошлифовальных, центровых и бесцентровых станков, зубообрабатывающих, обрабатывающих центров с ЧПУ, токарных, специальных, мини, деревообрабатывающих станков. Находится в городе Витебск. Директор — Калиненко Василий Михайлович.

## История

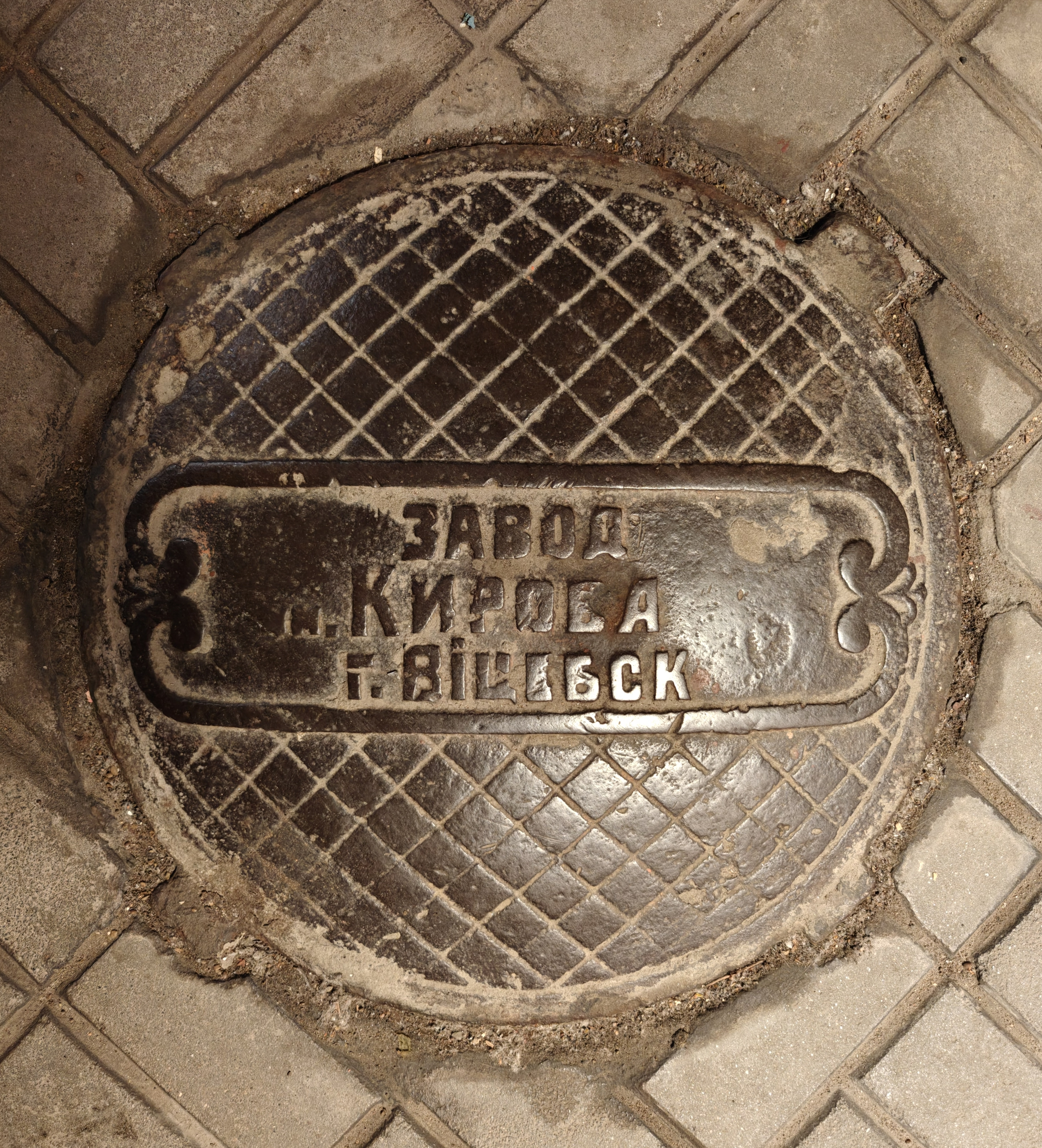
Люк производства завода

Армейские мастерские были организованы в конце 1914 года. В апреле 1918 года мастерские были преобразованы в завод сельскохозяйственных машин, который в скором времени стал одним из основных поставщиков оборудования для сельского хозяйства Беларуси.
В 1931 году был передан в подчинение Народного комиссариата станкостроительной промышленности СССР. Первые станки были собраны в начале 1932 года. Это были полировальные станки модели 385А.
В годы Великой Отечественной войны завод был эвакуирован в г. Оренбург, где осенью 1941 года выпускал боеприпасы для фронта. В 1944 году сразу же после освобождения города началось восстановление завода и его специализация по выпуску безцентрошлифовальных, плоскошлифовальных, заточных и шарообрабатывающих станков. В мае 1945 года дал первую продукцию литейный цех. В 1948 году завод перешел на выпуск более сложной продукции. В 1960 году решением правительства была определена общая реконструкция завода и его специализация. Было принято решение о выпуске безцентрошлифовальных станков универсальных и специальных.
08 мая 2002 года Приказом Министерства промышленности РБ состоялась реорганизация «Витебского станкостроительного завода „ВИСТАН“ имени С. Кирова» путем присоединения к нему «Витебского завода имени Коминтерна». Новая структура носит название "Витебский станкостроительный завод «ВИСТАН».
В мае 2023 года президент Украины Владимир Зеленский ввёл санкции против завода. В январе 2025 года к санкциям против завода присоединилась Канада.